# جيمس كونينغهام بيشوب
جيمس كونينغهام بيشوب (بالإنجليزية: James Cunningham Bishop)‏ هو مصرفي أمريكي، ولد في 1870، وتوفي في 1932.